# ساموشالیی
ساموشالیی (به مجاری:  Szamossályi) یک منطقهٔ مسکونی در مجارستان است که در سابولچ-ساتمار-برگ واقع شده‌است. ساموشالیی ۱۱٫۵۷ کیلومتر مربع مساحت و ۷۴۷ نفر جمعیت دارد.